# Giovanni Maria Visconti

Herb rodziny Viscontich

Giovanni Maria Visconti, (ur. 1388, zm. 16 maja 1412) – drugi książę Mediolanu, syn Gian Galeazzo Viscontiego i Katarzyny Visconti, córki Bernabò Viscontiego, stryja Gian Galeazzo. Był bratem Filipa Marii, który został jego następcą. Otrzymał drugie imię Maria (podobnie jak brat) jako podziękowanie dla Maryi za fakt, że się narodził - jego rodzice byli blisko spokrewnieni (ich ojcowie byli braćmi), a matka wcześniej kilkukrotnie poroniła.
Tytuł księcia Mediolanu przyjął mając zaledwie trzynaście lat, podczas regencji matki. Wkrótce księstwo się rozpadło na skutek walki między stronnictwami kierowanymi przez dowódców wojskowych i najemników. Z walk tych wyszedł zwycięsko Facino Cane, który zdołał zaszczepić w sercu młodego księcia podejrzliwość w stosunku do regentki. Katarzyna została więc uwięziona w Monzy, gdzie zmarła w 1404 r, prawdopodobnie otruta.
Giovanni Maria poślubił w 1408 r. Antonię Malatesta, córkę Karola I, władcy Rimini. Nie miał z nią potomstwa.
Visconti był znany ze swoich psów, rottweilerów, które szkolił, aby rozszarpywały ludzi. Podobno, gdy trwała wojna, w maju 1409 r., lud widząc władcę przejeżdżającego wśród tłumu, zaczął wołać: Pokój! Pokój!. Wtedy na jego rozkaz żołnierze zabili dwieście osób. Następnie zabronił pod karą śmierci wypowiadać słowa pokój i wojna. Nawet duchownych zobligował do używania w czasie Mszy słów Dona nobis tranquilitatem zamiast Dona nobis pacem.
Spiskowcy, którzy mieli dość rządów Viscontiego, wykorzystali moment, kiedy to największy jego wódz Facino Cane był chory i przebywał w Pawii i zamordowali księcia przed kościołem św. Gotarda w Mediolanie.
Umierający Facino kazał przysiąc swoim oficerom, że następcą Giovanniego Marii ustanowią jego brata Filipa Marię. Polecił swojej żonie, Beatrice di Lascaris, aby po jego śmierci wyszła za mąż za nowego księcia, co się wkrótce stało.